# 海拉细胞

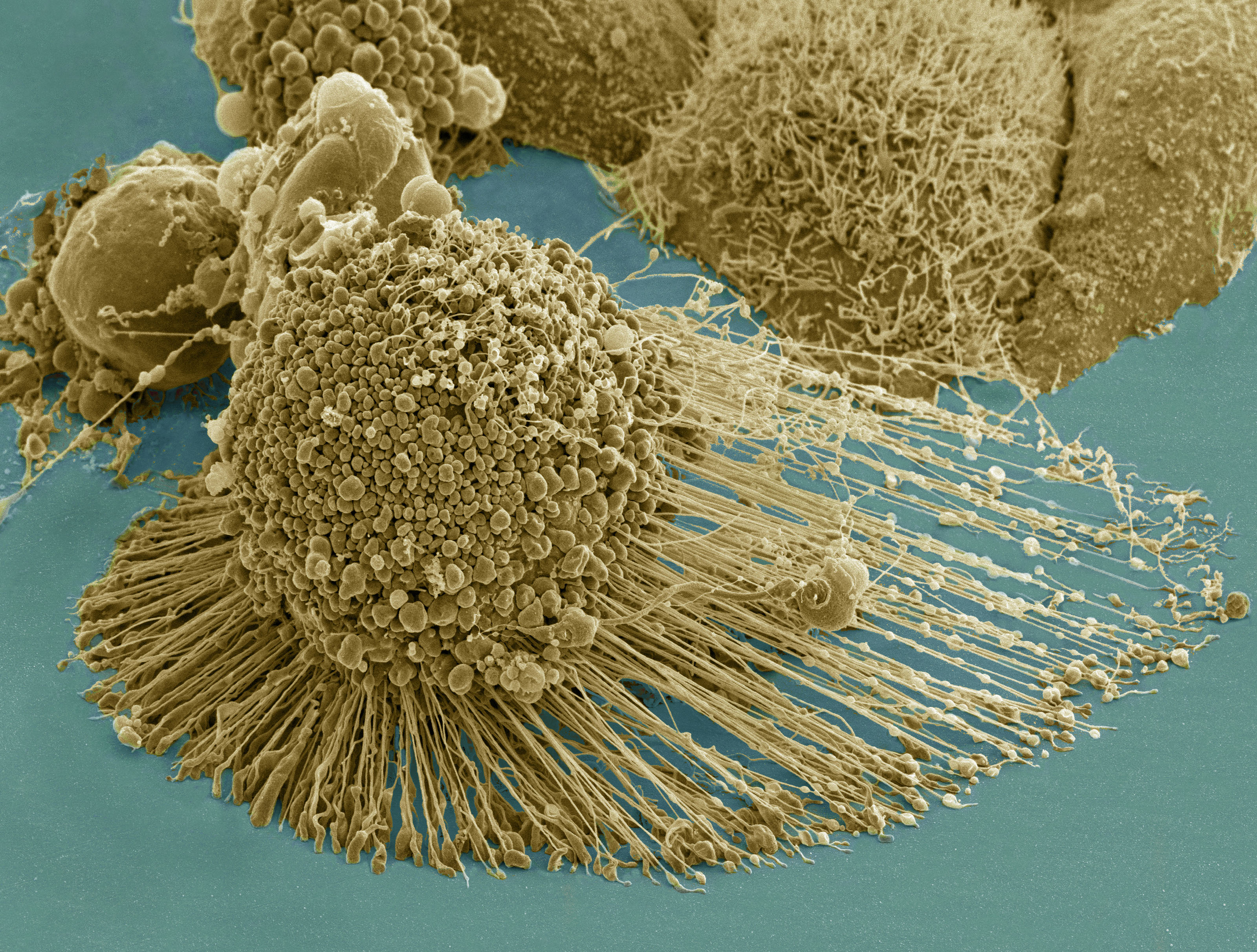
扫描细胞凋亡海拉細胞的电子显微照片。 蔡司梅林HR-SEM。

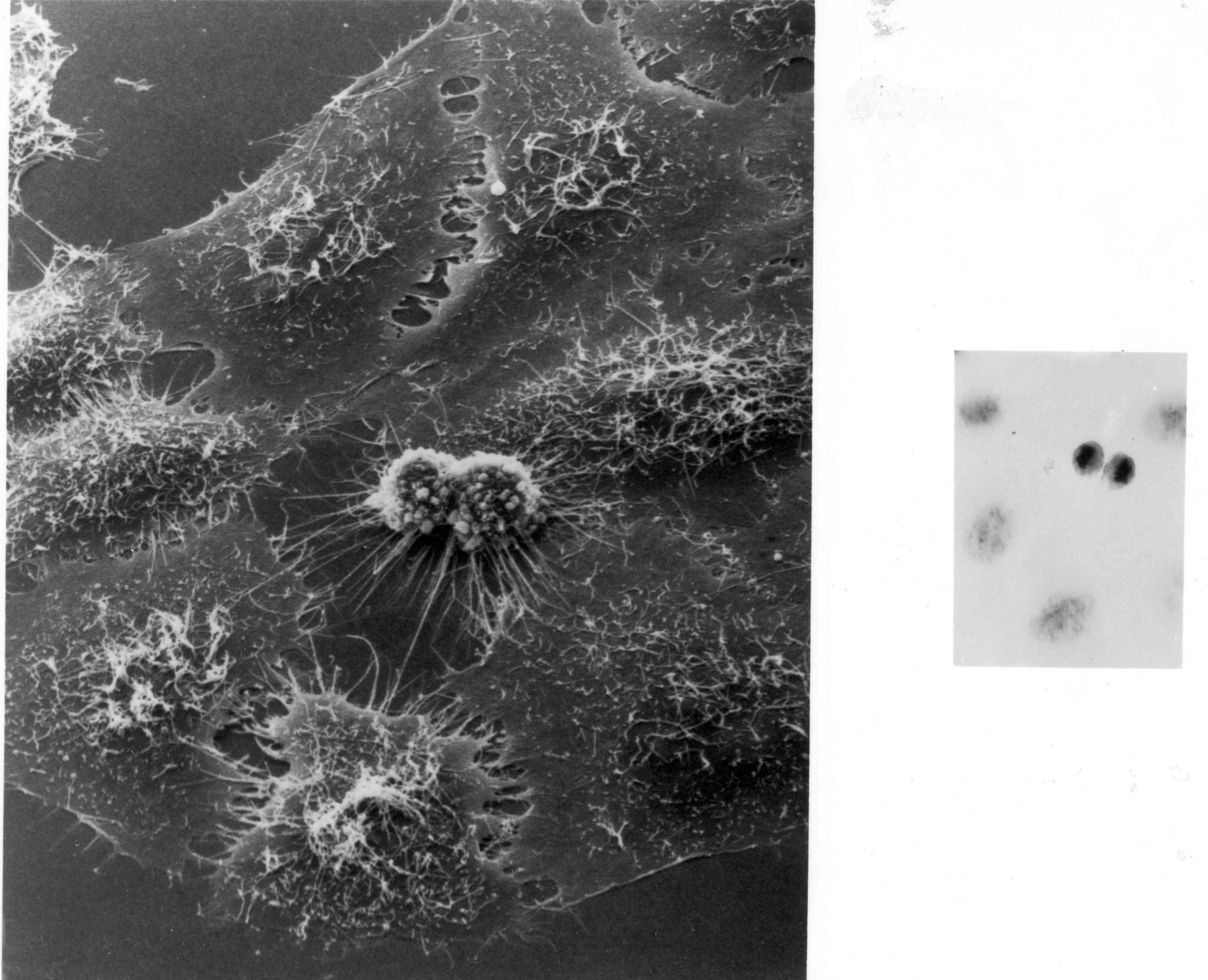
海拉細胞正在分裂的電鏡照片

海拉细胞（英語：HeLa）是生物學與醫學研究中使用的一種永生細胞系，源自一位非裔美國母親海莉耶塔·拉克斯的子宮頸癌細胞，這名美國婦女在1951年死於子宮頸癌。為了讓拉克斯保持匿名，此细胞系原宣稱是依「Helen Lane」命名。海拉細胞系被視為是「不死的」（即不同於其他一般的人類細胞，此细胞系不會衰老致死，並可以無限分裂下去），至今都被不間斷地培養。此細胞系跟其他癌細胞相比，增殖異常迅速。

## 概述
海拉細胞系被美國細胞生物學家乔治·奥托·盖分送給眾研究單位（並未通知拉克斯本人也未得到她的許可），並用作癌症模式細胞研究。海拉細胞系也被用作研究細胞信號傳導。
海拉細胞系是被人類乳突病毒第18型轉化的，和正常子宮頸細胞有許多不同。
已證實海拉細胞系難以控制。此細胞系有時會污染同一實驗室的其他細胞培養物，干擾生物學的研究。污染程度難以估計，因為研究人員很少檢定已確立細胞系的本質和純度。據說有相當數目的體外細胞系（in vitro cell lines），其實就是海拉細胞系，因為原先的細胞株已被快速增殖的海拉細胞系污染物取代。
有學者認為此細胞系是一新的物種，因為此细胞系能自行繁殖和散佈。在1991年此细胞系被命名為。
海拉細胞生長奇快，甚至超越一般癌細胞。海拉细胞經歷細胞分裂時可維持端粒酶活性以維持端粒長度，一般細胞的端粒會隨著老化而變短，終至細胞死亡。海拉細胞利用此機制避開海佛烈克極限。
2013年8月7日，美國國家衛生研究院宣布，已和海莉耶塔·拉克斯的後代達成協議，拉克斯的孫兒與曾孫女將參與決定，哪一單位的醫生研究人員可以取得海拉細胞系的基因體資料庫。此協議可保護拉克斯家屬的權益。